# هاري فان دن برينك
هاري فان دن برينك (بالهولندية: Harry van den Brink)‏ هو عسكري هولندي، ولد في 1961 في هاردرفايك في هولندا.